# Санта-киллер
«Санта-киллер» (англ. Santa's Slay, также известен в российском прокате как «Резня Санты») — фильм 2005 года, чёрная комедия с элементами слэшера, дебютная режиссёрская работа Дэвида Стеймана, снятая им по собственному сценарию. Премьера фильма в Канаде состоялась 25 октября 2005 года.

## Сюжет
Подросток Ники Йулисон живёт вместе со своим дедом в маленьком провинциальном городке Ад (англ. Hell Township). У старика в городе не лучшая репутация: его считают сумасшедшим изобретателем, к тому же он не любит Рождество и никогда его не празднует. В ходе разговора с Ники дед подчёркивает, что Санта не всегда был «хорошим» и он бы поостерёгся обращаться к нему с просьбами в это Рождество.
В канун праздника в окрестностях города происходит серия жестоких убийств, совершённых человеком, одетым в костюм Санта-Клауса. Когда убийца приходит в дом Йулисонов, становится очевидно, что он охотится именно за дедом Ники. Из «Книги Клауса», старинного фолианта, хранившегося многие поколения в семье Йулисонов, Ники узнаёт, что Санта не имеет отношения к Святому Николаю, а является в действительности сыном Сатаны, рождённым ему девой Эрикой. Многие века Санта устраивал в канун Рождества массовые убийства, пока в 1005-м году не проиграл пари ангелу, победившему его в игре в кёрлинг. По условиям спора Санта обязывался прекратить убийства и в праздники нести людям радость, однако срок сделки истекает именно в это Рождество.
Вместе со своей подругой Ники пытается предупредить горожан и остановить убийства, однако им в силу юного возраста и неправдоподобности истории не верит ни полиция, ни жители городка. Подросткам приходится самостоятельно противостоять злобному убийце, наделённому сверхъестественными способностями.

## В ролях
- Дуглас Смит — Николас (Ники) Йулисон
- Эмили Де Рэвин — Мэри Маккензи
- Роберт Калп — дедушка Николаса
- Билл Голдберг — Санта
- Дейв Томас — пастор Тиммонс
- Сол Рубинек — Мистер Грин
- Джеймс Каан — Даррен Мэйсон (в титрах не указан)
- Фрэн Дрешер — Вирджиния Мэйсон
- Ребекка Гейхарт — Гвен Мэйсон
- Крис Каттан — Джейсон Мэйсон
- Алисия Лорен[англ.] — Бет Мэйсон
- Кевин Жиль[англ.]
- Томми Листер — продавец на бензоколонке
- Брэндон Фирла[англ.]
- Джимми Херман[англ.] — Винни
- Дэвид Кормикан (в титрах не указан)
- Винс Руссо (в титрах не указан)

## Издания
- В США фильм вышел на DVD 20 декабря 2005 года.
- В России фильм был издан 7 декабря 2006 года.
- 15 ноября 2012 года вышло издание фильма на Blu-Ray.[1] Эта версия включает ряд вырезанных сцен, а также в финальных титрах демонстрируются неудачные дубли со съёмок фильма.

## Факты
- Исполнитель роли Санты-Клауса реслер Билл Голдберг не отмечает Рождество, так как исповедует иудаизм[2].
- Фильм начинается со сцены, в которой богатая, но недружная семья усаживается в канун Рождества за стол для праздничного ужина. Врывающийся через каминную трубу Санта-Клаус убивает всех, кто находится в комнате. Все роли в этой сцене являются камео, сыгранными известными актёрами и комедиантами еврейского происхождения.
- Во время съёмок фильма Билл Голдберг познакомился с каскадной актрисой Вандой Ферратон, на которой он женился 10 апреля 2005 года[3].
- Расширенное издание фильма включает в себя альтернативную сцену, переигрывающую начало картины: Санта врывается через каминную трубу и, в ответ на реплику, произнесённую Фрэн Дрешер по-русски за кадром «Дед Мороз?», отвечает также по-русски: «Да, Светлана, я есть Дед Мороз».
- Местом съёмок был канадский город Брудерхайм.